# Kyūjutsu
Kyūjutsu (弓術?) es el  traditional arte marcial japonés del tiro con arco.  Aunque los samurái de la época feudal del Japón son más conocidos por su dominio de  la katana (kenjutsu), el kyūjutsu es actualmente considerado una de las más importantes habilidades en una significativa porción de la historia de Japón.  Durante la mayor parte del período Kamakura  y el período Muromachi (c.1185-c.1568), el arco fue el símbolo de los guerreros profesionales, y el estilo de vida de los guerreros se describía como "el camino del caballo y el arco" (弓馬の道 kyūba no michi?).

## Desarrollo y práctica
Una de las más afamadas escuelas de kyūjutsu, que enseña una aproximación científica al tiro con arco, es la Ogasawara-ryū, fundada en el siglo XIV. En particular, la práctica del tiro con arco mientras se cabalga a todo galope (yabusame) fue desarrollada y practicada extensivamente.
El arco (yumi) en sí mismo es inusual por su forma asimétrica y longitud poco común. Por su intensivo uso los arcos están construidos con una combinación de madera y bambú. Las  flechas tienen muy diferentes formas, de acuerdo a diversas aplicaciones. El entrenamiento involucra el tirar unas  1000 flechas por día, y las técnicas desarrolladas para su uso se han ritualizado con un enfoque sistemático en la actitud mental.

## Declinación y práctica moderna
Cuando las armas de fuego fueron introducidas en Japón en la mitad del siglo XVI el interés por el tiro con arco gradualmente comenzó a declinar. El Kyūjutsu estandarizado por la Dai Nihon Butokukai se convirtió con el tiempo en el moderno "camino del arco" (弓道 kyūdō?) que se sigue practicando actualmente.